# Gaetano Zompini

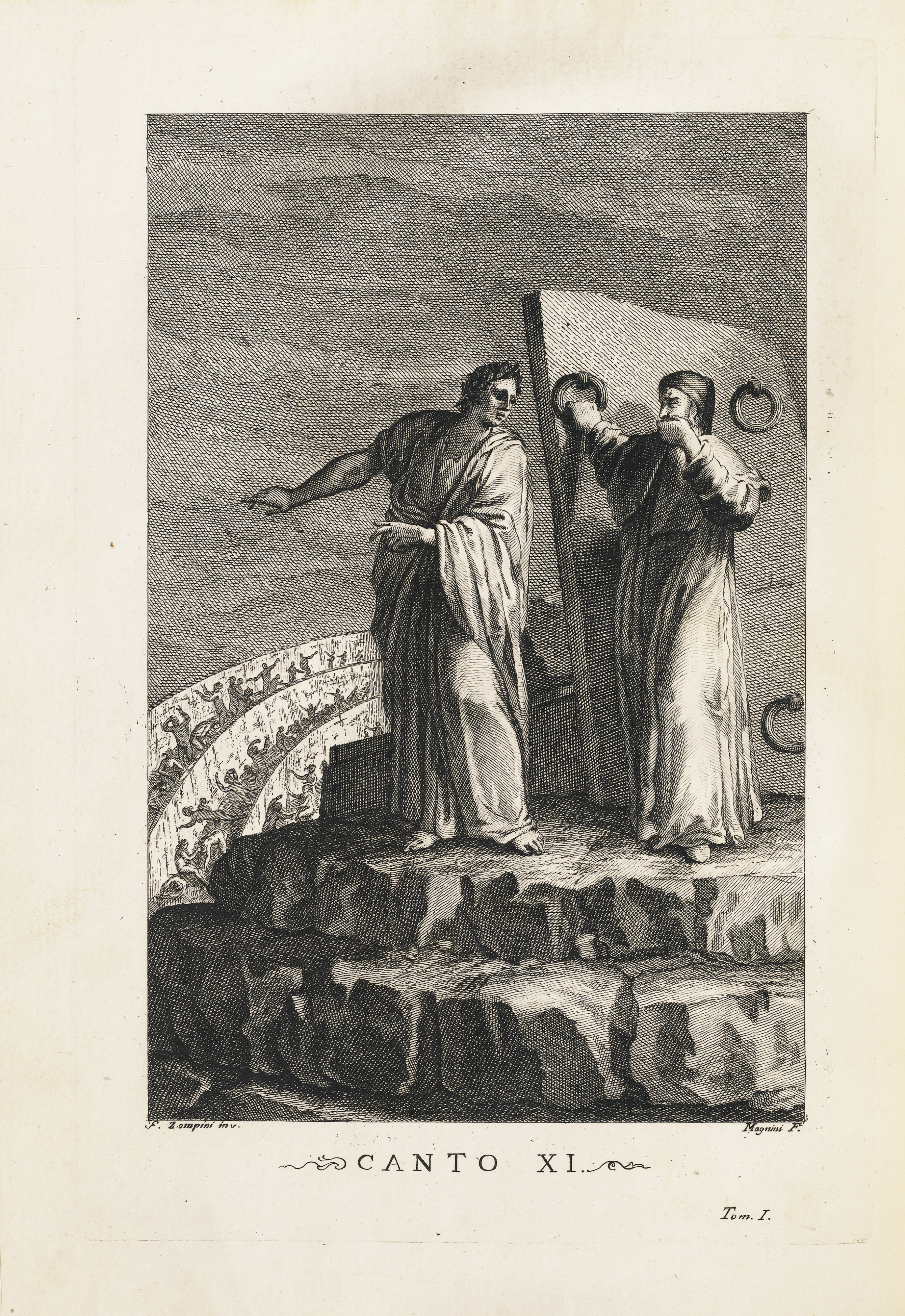
Illustration de Gaetano Zompini pour Canto XI of Hell, gravure de Giovanni Magnini (édition éditée par Cristoforo Zapata de Cisneros, publiée par Antonio Zatta).

Gaetano Gerardo Zompini, né le 24 septembre 1700 à Nervesa et mort le 20 mai 1778 à Venise, est un peintre et graveur Italien.

## Biographie
Gaetano Zompini naît le 24 septembre 1700 à Nervesa, une commune de la province de Trévise au pied du Montello, d'Andrea Zompini et d'une femme appelée Paola (dont le nom de famille n'est pas précisé).
S'installant à Venise en 1717, il est l'élève de Niccolò Bambini, mais les œuvres de Sebastiano Ricci ont également une grande influence.
Le goût de cet artiste, dans ce cas avec une construction en perspective à la Dorigny, est visible dans l'église San Nicolò da Tolentino où Zompini a peint a fresco le plafond plat au-dessus du tambour, qui devait soutenir la coupole, avec une Trinité en gloire et des anges, puis entouré d'une architecture monochrome de Gerolamo Mengozzi Colonna.
Dans la Vierge Immaculée pour l'église de San Bortolo à Rovigo il reprend le modèle de Sebastiano Ricci à église San Vidal.
Le 15 février 1730, il épouse Lucrezia Alberghetti, originaire de Nauplie, dans l'église San Cassiano ; l'un des témoins est le sculpteur Giovanni Marchiori. On sait très peu de choses de leurs onze enfants : on sait seulement par un document rédigé par Zompini lui-même qu'en 1747 certains d'entre eux l'aident déjà dans son atelier.
En 1736, il peint une série de toiles représentant des épisodes de l'Énéide pour le Palazzo Zinelli à Venise, qui seront plus tard acquises par la collection Tiele-Winckler du château de Moszna en Silésie, aujourd'hui en Pologne. La date des Allégories de l'Église et des vertus chrétiennes peintes en monochrome et en or sur le parapet de la chaire de San Lio n'est pas claire.
En 1748, il conçoit le plan iconographique de la Sala dell'Archivio de la Scuola Grande dei Carmini, la plupart des peintures sont exécutées par Giustino Menescardi (en), probablement d'après les dessins de Gaetano Zompini. Les deux grandes toiles Rebecca au puits et Esther s'évanouit devant Assuérus sont de lui.
Les quatre toiles de l'église Toussaint de Roncade datent d'environ 1751 : Samaritaine au puits, Baptême de Jésus, Flagellation et Couronnement d'épines.
Dans toutes ces peintures, il exprime avec aisance une forte nature narrative, ce qui l'incite à s'essayer à l'illustration de livres, très en vogue à l'époque.
Avec l'imprimeur vénitien Antonio Zatta, il publie les plaques pour les précieuses éditions de Dante et de Pétrarque. Mais son œuvre la plus célèbre dans ce domaine, Le arti che vanno per via nella città di Venezia, gravée en 1754, n'est publiée qu'en 1785, alors qu'il est déjà mort,.

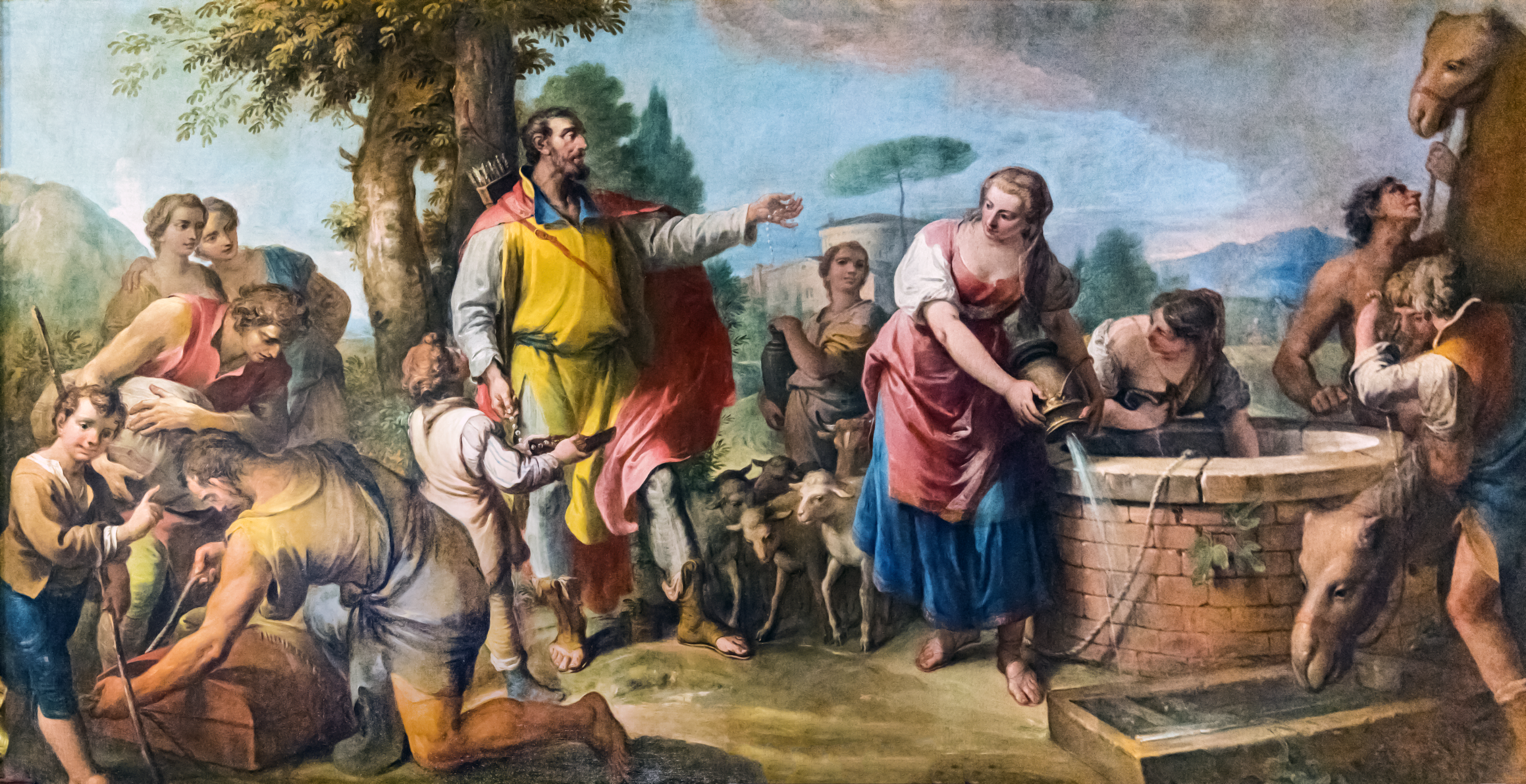
Rebecca au puits, Scuola Grande dei Carmini, Venise.
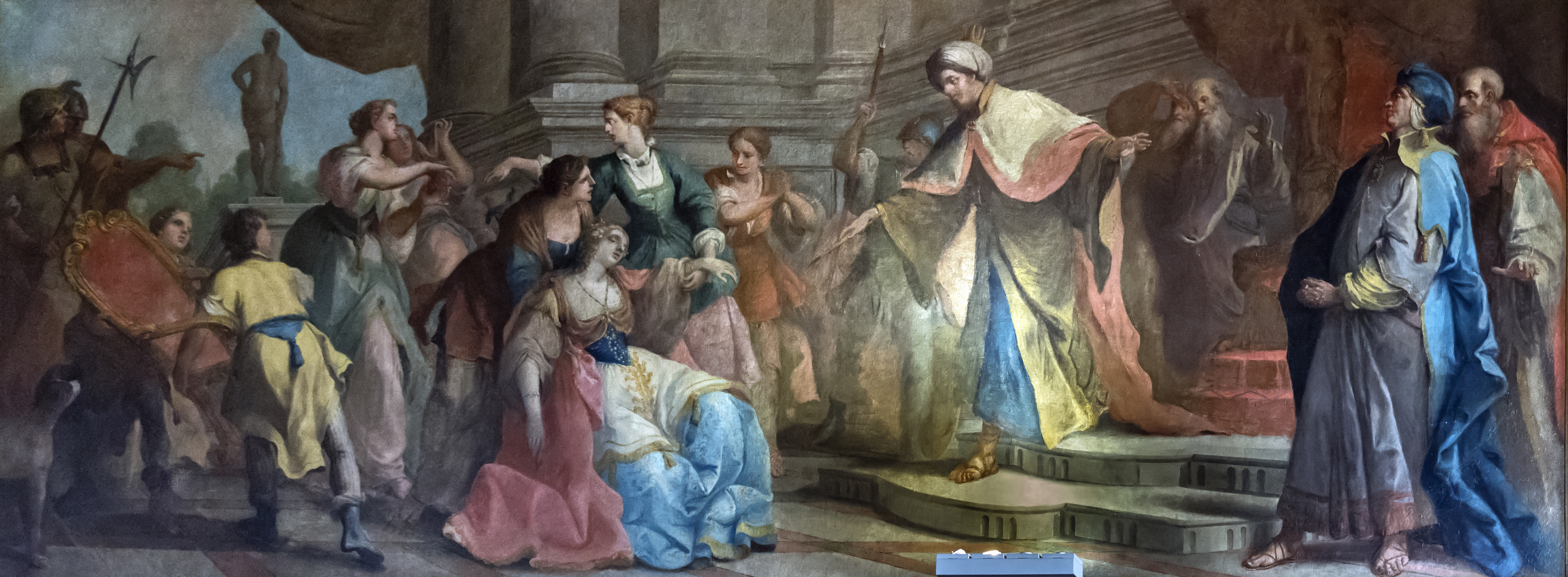
Esther s'évanouit devant Assuérus, Scuola Grande dei Carmini, Venise.